# Княжество
Княжество е монархическа държава, чийто държавен глава е княз. Княжествата са типични за периода на феодалното раздробяване. Типичен пример са княжествата в историята на Русия.
По време на периода на феодално раздробяване някои големи княжества се раздробили на по-малки. Например множество княжества през 1871 се обединяват в Германската империя. До днес съществуват също някои княжества – Лихтенщайн и Монако в Западна Европа и емирствата на брега на Персийския залив. До 1950 в Индия също съществуват